# مساعد بن عبد الرحمن بن فيصل آل سعود
الأمير مساعد بن عبد الرحمن بن فيصل آل سعود وزير الداخلية السعودي، وزير المالية السعودي في عهد الملك فيصل بن عبد العزيز آل سعود. أول رئيس لـ ديوان المظالم وأول رئيس لـ ديوان المراقبة العامة. عينه الملك سعود بن عبد العزيز آل سعود رئيسًا لـ ديوان المراقبة العامة بموجب المرسوم الملكي رقم 2270/3/20/5 في تاريخ 11 ذو القعدة 1376 هـ الموافق 4 يونيو 1957. ترأس الديوان لمدة (4) سنوات، وكان يحضر اجتماعات مجلس الوزراء.
ولد في الرياض عام 1341 هـ الموافق 1920، هو أخو الملك عبد العزيز آل سعود مؤسس المملكة العربية السعودية، والوحيد بين إخوانه الذي حصل على شهادة جامعية، ويأتي ترتيبه قبل الأخير من أبناء الإمام عبد الرحمن ابن الإمام فيصل بن الإمام تركي (مؤسس الدولة السعودية الثانية). ووالدته هي الأميرة عمشة بنت فراج العجران الخالدي.
ذكر المؤرخ عبد الله فيلبي في كتابه (الذكرى العربية الذهبية)، أن الأمير مساعد بن عبد الرحمن ولد في قصر الحكم بالرياض سنة 1333 هـ، ويذكر الأمير مساعد نفسه أنه عندما توفي والده الإمام عبد الرحمن الفيصل في ذو الحجة 1346 هـ، لم يكن في سن يسمح له باستيعاب الأمور. لذا يرجح كونه آنذاك في حدود الخامسة من العمر. حيث جعله من مواليد عام 1922 كما يرجحه أولاده أيضًا.

## إهتمامه بالعلم
بدأ عهد الرياض بالمكتبات العامة سنة 1363 هـ/1944 حين أنشأ الأمير مساعد بن عبد الرحمن آل سعود أول مكتبة عامة فيها، جمع لها مجموعة طيبة من المطبوعات وخصص لها جانباً في بيته، وسمحَ لكل زائر حق الانتفاع بها.
تحدث الشيخ محمد بن إبراهيم بن جبير في هذا الشأن قائلًا: «تهيأت له الفرص لأن يقرأ ويدرس ويستوعب، واستطاع أن يستفيد من المكتبة التي جمعها ويستفيد من طلبة العلم الذين كانوا يزورونه ويختلفون عليه في بيته، وكان الأمير مساعد فترة حكم الملك عبد العزيز آل سعود دون عمل، وهذه الفترة هي التي أثرت في التمكين العلمي والثقافي والسياسي للأمير مساعد، وعندما تولى الملك سعود أستطاع أن يستقطب الأمير مساعد ويستفيد منه؛ فكان يستشيره في كثير من الأمور، ويستنصح به».

## رواد المكتبة
كان طلبة العلم يأتون إليها وكان هو يجلس فيها ويتناقش معهم ثم طورها ونقلها من مقرها الأول الحِلة شرق الرياض، وبلغ من عنايته بالمكتبة أن وضع لوحة في مدخلها للإعلان عن الكتب الجديدة، الجديرة بالمطالعة، وعين موظفاً عليها، وعاملًا آخر لتقديم الضيافة، وكان من روادها حمد الجاسر وعبد الرحمن القويز وعبد الكريم الجهيمان.

## إخوانه
- الأمير فيصل بن عبد الرحمن بن فيصل آل سعود
- الأمير فهد بن عبد الرحمن بن فيصل آل سعود
- الأمير خالد بن عبد الرحمن بن فيصل آل سعود
- الأمير تركي بن عبد الرحمن بن فيصل آل سعود
- الملك عبد العزيز بن عبد الرحمن بن فيصل آل سعود
- الأمير محمد بن عبد الرحمن بن فيصل آل سعود
- الأمير سعد الأول بن عبد الرحمن بن فيصل آل سعود
- الأمير عبد الله بن عبد الرحمن بن فيصل آل سعود
- الأمير عبد المحسن بن عبد الرحمن بن فيصل آل سعود
- الأمير سعود بن عبد الرحمن بن فيصل آل سعود
- الأمير أحمد بن عبد الرحمن بن فيصل آل سعود
- الأمير سعد الثاني بن عبد الرحمن بن فيصل آل سعود

## زوجاته
- الأميرة حصة بنت عبد الله بن تركي السديري. والدة الأميرة نوف
- الأميرة الجوهرة بنت عبد الرحمن الصالح. والدة الأمير عبد الله، والأمير خالد والأمير عبدالرحمن رحمه الله. والأميرة نورة رحمها الله والأميرة موضي رحمها الله والأميرة منيرة
- الأميرة تهاني بنت عبد الستار الخطيب (متوفاة).[5] والدة الأمير حسان، والأميرة ريم، والأميرة حسناء
- الأميرة حواء. والدة الأمير فيصل
- الأميرة نهال. والدة الأمير محمد
- الأميرة مريم بن احمد ال سعيد الغامدي لم تنجب اولاد

## أبناؤه
- الأميرة نورة بنت مساعد. متزوجة من الأمير عبد الرحمن بن عبد الله بن عبد الرحمن آل سعود ولها من الأبناء الأمير فيصل، الأمير تركي، الأميرة سكينة، الأميرة سارة، والأميرة منيرة.
- الأميرة موضي بنت مساعد. توفيت في 26 / 11 / 1443 هـ، وصلي عليها يوم الأحد الموافق 27 / 11 / 1443 هـ، بعد صلاة العصر في جامع الإمام تركي بن عبد الله في مدينة الرياض.[6]

- الأمير عبد الله بن مساعد. متزوج من الأميرة سلوى بنت عبد العزيز العياف آل مقرن وله من الأبناء الأمير فيصل، الأمير نواف، الأمير مساعد، والأميرة سارة.
- الأمير عبد الرحمن بن مساعد. متزوج من الأميرة مشاعل بنت فهد بن محمد بن عبد الرحمن آل سعود وله من الأبناء الأمير محمد، والأمير عبد العزيز.
- الأميرة فاطمة بنت مساعد. متزوجة من الشيخ فراج العجران الخالدي ولها من الأبناء تركي، فيصل، نوف، وجواهر.
- الأميرة سارة بنت مساعد. متزوجة من سعد بن حسين الغنيم ولها من الأبناء بندر، محمد، خالد، وسعود.
- الأميرة منيرة بنت مساعد. متزوجة من الأمير محمد بن حسن آل محمد.
- الأمير فيصل بن مساعد. كان متزوج من الأميرة نوف بنت ذعار بن بن تركي بن عبد العزيز آل سعود وله من الأبناء الأميرة سارة، الأمير سلطان، الأمير خالد، والأميرة الجوهرة، ومتزوج من الأمير نوف بنت محمد بن سعود الكبير آل سعود، وله من الأبناء الأمير سعود، الأميرة صيتة، الأميرة نجلاء، الأمير عبد الله، والأميرة ديمة.
- الأمير خالد بن مساعد. متزوج من الأميرة عبير بنت فيصل بن عبد الرحمن بن أحمد السديري وله من الأبناء الأمير مساعد (رئيس مجلس إدارة الأكاديمية الدولية لكرة القدم[7]، متزوج من الأميرة لطيفة بنت عبد الله بن مساعد بن عبد العزيز آل سعود)[8]، الأميرة سارة (متزوجة من الأمير فيصل بن خالد بن سلطان بن عبد العزيز آل سعود)[9]، الأميرة هالة، الأميرة منيرة، والأميرة الجوهرة. له كريمة متزوجة من الأمير سعود بن حسام بن سعود بن عبد العزيز آل سعود.[10]
- الأميرة نوف بنت مساعد. متزوجة من الشيخ عبد المحسن بن ماجد بن محمد العريعر ولها من الأبناء مرام، خالد، عبد العزيز، عبد الله، والجوهرة.
- الأميرة ريم بنت مساعد. متزوجة من المهندس علي بن حمد بن علي العليان ولها من الأبناء منيرة، وحمد.
- الأمير حسان بن مساعد. كان متزوج من الأميرة سارة القريشي وله من البنات الأميرة ريم، والأميرة لين، ومتزوج من الأميرة سلمى السبهان وله من الأبناء الأمير محمد، الأمير سلطان، والأمير عبد الرحمن.
- الأميرة حسناء بنت مساعد. متزوجة من الأمير عبد العزيز بن بدر بن سعود بن عبد العزيز آل سعود ولها من الأبناء الأميرة هيفاء، الأمير مشعل، الأمير سعود، الأميرة بنية، الأميرة العنود، الأميرة ريم، والأمير بدر.
- الأمير محمد بن مساعد. متزوج من الأميرة هيفاء بنت فيصل بن سلمان بن محمد آل سعود وله من الأبناء الأمير فيصل، الأميرة تولين، والأميرة صبا.

## وفاته
توفي الأمير مساعد بن عبد الرحمن بن فيصل آل سعود في يوم الثلاثاء 8 ربيع الآخر 1407هـ الموافق 9 ديسمبر 1986 في مستشفى الملك فيصل التخصصي في مدينة الرياض عن عمر يناهز السبعين عامًا.

## وصلات خارجية
- لقاء تلفزيوني مصور مدته 3 ساعات سجّله د.عبد الرحمن الشبيلي عام 1396هـ / 1976م.
- مساعد بن عبد الرحمن.
- أول مكتبة عامة بالرياض.
- الأمير مساعد بن عبد الرحمن.. رجل العلم والإدارة.